# Formato CDR
La extensión .cdr es un formato de archivo de imagen vectorial usado por Corel Draw, una suite útil hecha por Corel Graphics Suite. Existen variedad de software además de Corel Draw, que utilizan este formato de imagen, por ejemplo, SK1 diseña vectoriales.